# 合原村
合原村（あいはらむら）は、かつて岐阜県不破郡に存在した村である。
村名は、合原村を構成した旧村（栗原村、室原村）に「原」がつくことからという。

## 沿革
- 江戸時代、一帯は大垣藩領であった。
- 1897年（明治30年）4月1日 - 栗原村と室原村が合併し発足。
- 1954年（昭和29年）
  - 11月3日 - 室原地区（旧・室原村）が分離。養老郡高田町、養老村、広幡村、上多度村、池辺村（一部）、笠郷村、小畑村、多芸村、日吉村と合併し、総理府告示第952号の前日施行により養老町となる[2]。
  - 12月1日 - 残部（旧・栗原村）が垂井町に編入される[3]。

## 学校
合原村から垂井町および養老町に分離編入後は、以下の教育機関への編成がなされている。また、合併後の室原地区については小学校は地区内に存在せず、また1947年（昭和22年）以降の新制中学校についても室原地区には教育機関が存在しなかった。従って、養老町編入前における室原地区の教育機関は「合原小学校」しか存在していない。なお、合原小学校は1900年（明治33年）3月に現在の所在地（栗原地区）に移転したため、室原地区に合原小学校が存在したのは3年間のみである。
一方栗原地区では新制中学校において垂井町・表佐村・宮代村 (岐阜県不破郡)・綾戸村・府中村と組合立不破中学校を建設していた。
- 垂井町内の学校・教育機関
  - 合原村立合原小学校（現・垂井町立合原小学校）[4][5][6]
  - 垂井町立不破中学校[5][6]
  - 合原幼稚園（休園中）[5]
  - ハチスチルドレンズセンター(私立の認定こども園)

- 合原村から分離後、室原地区（旧室原村・養老町室原）が学区となった養老町内の学校
  - 養老町立日吉小学校（2013年1月21日現在、室原地区の学区）[7]
  - 養老町立高田中学校（日吉小学校と同様）[7]

## 分離の原因
- 合原村のうち、栗原地区(旧・栗原村)は比較的山間部なのに対し、室原地区(旧・室原村)は比較的平野部である。室原地区は水田地帯であり、農業用水や排水施設などで養老郡小畑村とのつながりが深かったという。
- 合原村は当初、垂井町との合併が決定していたが、養老郡とのつながりが深い室原地区の住民が反発。このため合原村は栗原地区と室原地区に分裂してしまう。最終的には話し合いにより分立となるが、この問題により同時期（1954年（昭和29年）9月10日）に垂井町と合併した村より約2ヶ月遅れ（同年12月1日）での垂井町への編入となった[3]。
- 合原村の栗原地区と室原地区の対立は、一説によると、戦時中の米供出の負担の割合で、栗原地区と室原地区の間で対立が発生したのが遠因という。